# Сражение при Урике
Сражение при Урике (исп. Batalla de Urica) — сражение Войны за независимость Венесуэлы, в которой войска роялистов под командованием Хосе Томаса Бовеса и Франсиско Томаса Моралеса разгромили армию патриотов Хосе Феликса Рибаса и Хосе Франсиско Бермудеса.
После побед роялистов в середине 1814 года патриоты были вынуждены эвакуировать Каракас и отступить на восток, где продолжили сопротивление под руководством Хосе Феликса Рибаса. Основными силами испанцев, действовавших на востоке Венесуэлы, оставались льянеро Хосе Томаса Бовеса.  
После победы, одержанной в Лос-Магуейесе (11 сентября 1814 г.) над полковником Хосе Франсиско Бермудесом, Бовес отправился через Мундо-Нуэво в Урику, чтобы встретиться со своим заместителем, полковником Франсиско Томасом Моралесом. 
Со своей стороны, Бермудес вернулся в Матурин, где присоединились к Рибасу. Вместо того, чтобы ждать Бовеса, они решили его искать. Вместе у них было окооло 4000 человек. Достигнув места Эль-Арео, отряд патриотов в ночь с 4 на 5 декабря двинулся дальше и к рассвету подошёл к Урике, развернув 3 колонны на равнине недалеко от посёлка. Армия роялистов состояла из 1200 пехотинцев и 4000 кавалеристов-льянеро.
Инициативу боя взял на себя Бовес, нацелившись на колонну полковника Бермудеса. Эта атака была отбита, и сильный артиллерийский огонь нанес силы роялистам значительные потери. Этот первоначальный успех патриотов позволил Рибасу построить своих людей в боевой порядок, и вместе они атаковали роялистов, которые ответили интенсивным артиллерийским огнем. Затем Рибас приказал атаковать и окружить правый фланг противника, что и было успешно выполнено. Бовес, обнаружив, что его колонна окружена, возглавил контратаку 400 кавалеристов, пытаясь прорвать позиции республиканцев, но был убит в бою. 
В это время колонна Хосе Тадео Монагаса, атаковавшего в центре, увязла в болоте и подверглась контратаке льянеро Моралеса, которые заставили её отступить в беспорядке. После того как кавалерия бежала, также отступила и пехота патриотов, преследуемая роялистами, которые окружили ее и уничтожили. Потери с обеих сторон были огромными.
Этот роялистский триумф означал для патриотов конец так называемой Второй Венесуэльской республики, то есть попытки, предпринятой Боливаром и Мариньо в 1813-1814 годах по восстановлению независимости Венесуэлы.